# Либотин (Марамуреш)
Либотин (рум. Libotin) насеље је у Румунији у округу Марамуреш у општини Купшени. Oпштина се налази на надморској висини од 374 m.

## Становништво
Према подацима из 2002. године у насељу је живело 1136 становника, од којих су сви румунске националности.